# Менделе Мойхер-Сфорим
Менделе Мойхер-Сфорим (на идиш: מענדעלע מוכר ספרים) е беларуски писател и равин.
Роден е като Шолем-Янкев Бройде на 2 януари 1836 година в Копил в бедно еврейско семейство. Учи в йешива в Слуцк и Вилно, а през 1854 година се установява в Каменец Подолски. Там привлича вниманието на писателя Авраам Бер Готлобер, който го запознава със светската култура и го насочва към литературата. През 1858 година отива в Бердичев, за да учи за равин, и започва да публикува в местния печат. През 1869 година се премества в Житомир, а през 1881 година в Одеса, където дълги години ръководи еврейското училище. Първоначално публикува на иврит, но скоро започва да пише главно на идиш, като днес често е сочен за основоположник на светската литература на този език.
Менделе Мойхер-Сфорим умира на 8 декември 1917 година в Одеса.